# Exogone
Exogone är ett släkte av ringmaskar som beskrevs av Anders Sandøe Ørsted 1845. Exogone ingår i familjen Syllidae.

## Dottertaxa tillExogone, i alfabetisk ordning[1][2]
- Exogone acerata
- Exogone acutipalpa
- Exogone aquadulcensis
- Exogone arenosa
- Exogone aristata
- Exogone atlantica
- Exogone bondi
- Exogone breviantennata
- Exogone brevifalcigera
- Exogone brevipes
- Exogone breviseta
- Exogone campoyi
- Exogone caribensis
- Exogone cirrata
- Exogone claparedii
- Exogone clavator
- Exogone clavigera
- Exogone cognettii
- Exogone convoluta
- Exogone dispar
- Exogone dwisula
- Exogone edwardsii
- Exogone exilis
- Exogone exmouthensis
- Exogone fauveli
- Exogone fungopapillata
- Exogone furcigera
- Exogone fustifera
- Exogone gambiae
- Exogone glandulosa
- Exogone hebes
- Exogone heboides
- Exogone heterosetoides
- Exogone heterosetosa
- Exogone homosetosa
- Exogone insignis
- Exogone langerhansi
- Exogone longiantennata
- Exogone longicirris
- Exogone longicirrus
- Exogone longicornis
- Exogone longispinulata
- Exogone lopezi
- Exogone lourei
- Exogone maderensis
- Exogone marenzelleri
- Exogone marisae
- Exogone martinsi
- Exogone meridionalis
- Exogone microtentaculata
- Exogone minuscula
- Exogone molesta
- Exogone mompasensis
- Exogone multisetosa
- Exogone naidina
- Exogone naidinoides
- Exogone normalis
- Exogone obtusa
- Exogone occidentalis
- Exogone oerstedii
- Exogone ovalis
- Exogone parahebes
- Exogone parahomoseta
- Exogone parasexoculata
- Exogone pseudolourei
- Exogone remanei
- Exogone rolani
- Exogone rostrata
- Exogone sanmartini
- Exogone sexoculata
- Exogone simplex
- Exogone sorbei
- Exogone spinisetosa
- Exogone tatarica
- Exogone torulosa
- Exogone tridentata
- Exogone uniformis
- Exogone verugera
- Exogone wolfi